# Glushkovella pallida
Glushkovella pallida е вид насекомо от разред Двукрили (Diptera), семейство Хирономидни (Chironomidae)..